# Víctor Puerto
Víctor Sánchez Cerdá conocido como Víctor Puerto en los carteles (Alcorcón, Madrid, 29 de agosto de 1973)  torero español Ha salido por la puerta grande de Las Ventas en dos ocasiones.

## Biografía
Nacido en Alcorcón (Madrid), de ascendencia manchega, a los nueve años de edad se trasladó junto a su familia al municipio de San José de La Rinconada (Sevilla). Creció en un ambiente taurino ya que su padre fue el novillero y posteriormente banderillero cabezarrubeño Víctor Sánchez Puerto y su tío fue el torero Antonio Sánchez Puerto. El 23 de marzo de 1991 debutó con picadores en Alcázar de San Juan.

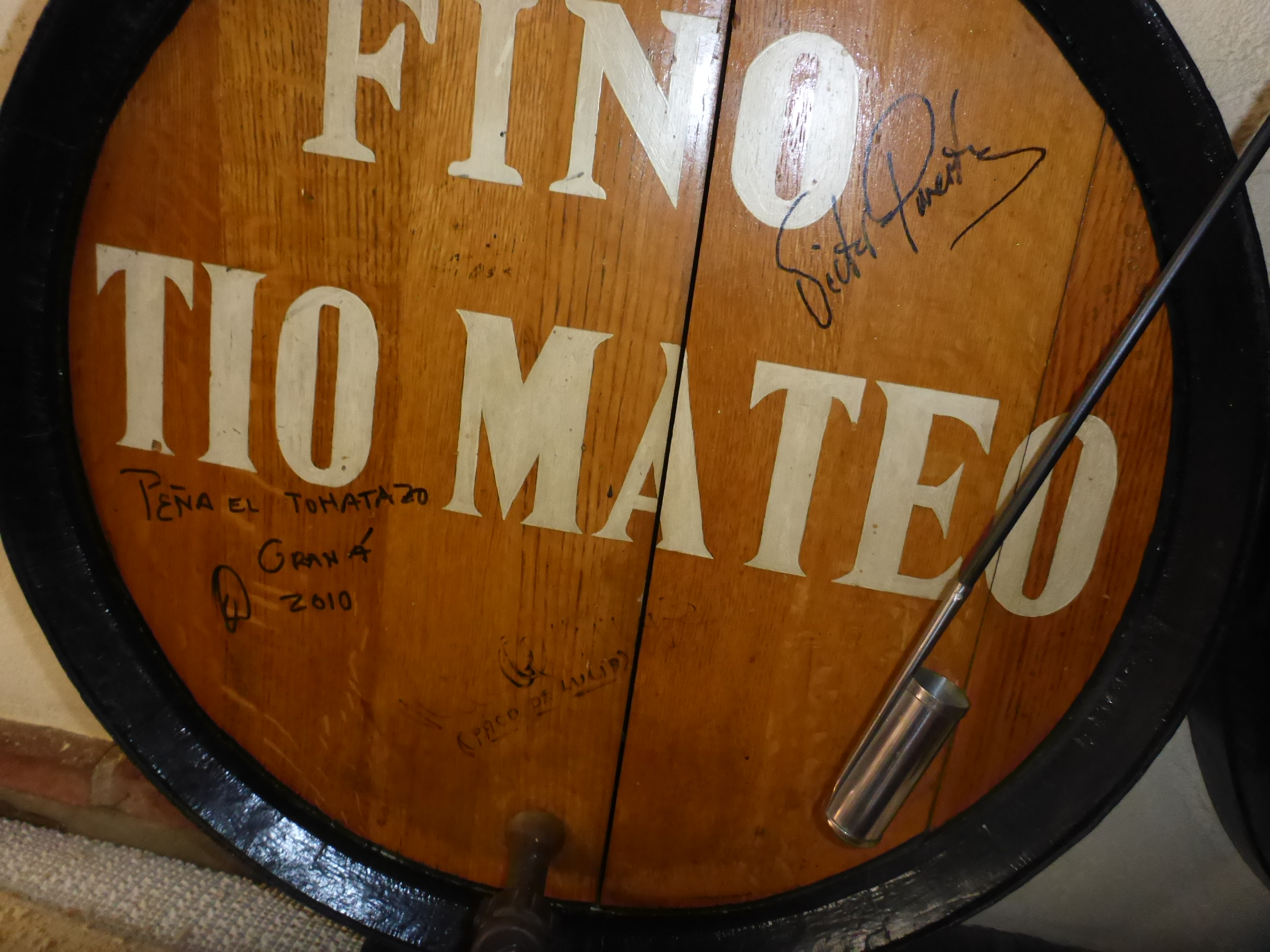
Barril de Jerez firmado por Víctor Puerto

El 9 de abril de 1995 tomó la alternativa en Ciudad Real y en el festejo tuvo como padrino a Miguel Báez El Litri y como testigo a Jesulín de Ubrique. Realizó su confirmación el 28 de mayo de 1996 en la plaza de Las Ventas de Madrid y siendo su padrino Miguel Báez "El Litri", y Jesulín de Ubrique, quien actuó como testigo, saliendo por la puerta grande al cortar dos orejas a su segundo toro de Puerto de San Lorenzo. Cuatro días después, el 1 de junio de 1996, repitió salida a hombros en Las Ventas. En 1998 salió a hombros en Pamplona con toros de Cebada Gago, un triunfo que mantuvo durante 20 años, hasta que en 2018 lo volviera a lograr Octavio Chacón. En el año 2000 confirmó su alternativa en Plaza México siendo su padrino Mariano Ramos y Rafael Ortega de testigo. En el año 2008 se retiró de los ruedos, reapareciendo en 2010. La corrida de su regreso se celebró en el mes de enero en Medellín (Colombia), donde compartió cartel con Julián López «El Juli» y Luis Bolívar.  Fue reconocido por el público por su buen desempeño en la lidia de toros procedentes de ganaderías consideradas «duras» por la afición. Algunas de sus faenas más destacadas han sido los triunfos en Valencia (1997), Mérida (Venezuela) (2002), o  Autlán junto a Zotoluco (2013)
Copresentó la gala 2000 y una Noche junto a Manolo Sarriá, María del Monte, Miguel Caiceo, Carmen Janeiro, Chiquito de la Calzada, Jesús Hermida, Fernando Romay, Arturo Fernández y Cristina Almeida.
..

## Vida privada
Contrajo matrimonio con Noelia Margotón en 2004 en la catedral de Ciudad Real. Fruto de este matrimonio tiene a Víctor y Paola (2011).